# Brinktjärnen, Hälsingland
Brinktjärnen är en sjö i Nordanstigs kommun i Hälsingland och ingår i Gnarpsåns huvudavrinningsområde.